# Louis Dreyfus Company
Louis Dreyfus Company B.V. (LDC) is een handelsmultinational, actief in de landbouw, de voedingsmiddelenindustrie, de internationale scheepvaart en financiën. Het bedrijf bezit en beheert hedgefondsen, vrachtschepen, ontwikkelt en exploiteert telecommunicatienetwerken en is actief in de vastgoedsector.

## Activiteiten
Louis Dreyfus Company (LDC) is een wereldwijd opererend handelshuis in agrarische producten. Het koopt deze producten in, slaat het op, verzorgt het transport, verwerkt de producten en levert het aan de klanten. Op jaarbasis wordt zo’n 80 miljoen ton aan agrarische producten verhandeld. Het bedrijf is meer dan 100 landen actief.
De activiteiten zijn verdeeld over twee onderdelen:
- Value Chain segment, hier worden met name granen, waaronder maïs, en oliezaden verhandeld.
- Merchandising segment, hier ligt de focus op kleinere agrarische producten zoals rijst, katoen, suiker en koffie.

Louis Dreyfus Company B.V. is een Nederlandse besloten vennootschap. Het hoofdkantoor staat sinds 2004 in Rotterdam. De aandelen zijn in handen van Louis Drefus Holding B.V., de holding is weer in handen van een stichting opgericht door Robert Louis Dreyfus.
Het boekjaar is gelijk aan een kalenderjaar en de resultaten worden in Amerikaanse dollars verantwoord.

## Geschiedenis
In 1851 werd het bedrijf opgericht in Frankrijk door Léopold Dreyfus, hij was toen 18 jaar en noemde het bedrijf naar zijn vader Louis Dreyfus. Léopold kocht graan van boeren in de Elzas en vervoerde het naar Bazel in Zwitserland. De winst bleef in het bedrijf, hij breidde de graanhandel uit naar andere landen in Europa.
In de jaren 80 van de 19e eeuw werd door een verbetering van het telegraafnet de communicatie met Noord-Amerika sneller en gemakkelijker. Het bedrijf richtte de handelsactiviteiten naar beide zijden van de Atlantische Oceaan met Liverpool en Chicago als belangrijke regionale knooppunten. In de jaren 90 komen zijn zoons Charles en Louis bij het bedrijf. In 1915 overlijdt Léopold en in 1929 volgde Charles en bleef Louis als enige bestuurder over.
Aan het begin van de Tweede Wereldoorlog wordt het familiebezit geconfisqueerd door de Vichyregime en diverse leden leden van de Joodse familie zijn gevlucht naar Noord-Amerika. In 1941 werd een niet-joodse administrateur aangesteld om het bedrijf voort te zetten. Na de oorlog komen de bezittingen terug en Louis overlijdt in 1950. De kleinkinderen van Léopold, Jean, Francois en Pierre, krijgen leidinggevende posities in het bedrijf. in de jaren 50 van de 20e eeuw worden kantoren geopend in Winnipeg, Sao Paulo, New York, Johannesburg, Saigon en Bombay. Er worden meer producten toegevoegd zoals katoen en koffie.
Robert Louis-Dreyfus komt in 1960 bij het bedrijf. Hij gaat door met de diversificatie van de activiteiten en voegt kunstmest, melkproducten en metalen, waaronder koper, zink en lood. In 2010 wordt gesproken over een fusie met het handelshuis OLAM in Singapore. Louis Dreyfus had toen een jaaromzet van US$ 35 miljard en was ruim driemaal groter dan het beursgenoteerde OLAM. Uiteindelijk hebben deze fusiegesprekken tot niets geleid.
In 2012 wordt het Nederlandse bedrijf Ecoval Dairy Trade overgenomen. Ecoval behaalde een omzet van meer dan US$ 500 miljoen en verhandelde 250.000 ton aan melkproducten. In 2016 zet LDC de eerste stap in Azië op het gebied van biodiesel met een fabriek in Indonesië. In 2018 verkoopt LDC de activiteiten in de metaal en kunstmest. De metaalactviteiten werden voor US$ 466 miljoen verkocht aan een Chinese beleggingsfonds, NCCL Natural Resources Investment Fund.

## ABCD bedrijvenkwartet
LDC is een van het "ABCD-bedrijvenkwartet”, samen met Archer Daniels Midland, Bunge Limited en Cargill, dat de wereldhandel in landbouwproducten domineert. LDC betrekt een aanzienlijk deel van zijn grondstoffen via de vernietiging van het Braziliaanse Amazonebekken. Het Chinese COFCO International kan hierbij gevoegd worden als vijfde globale partij.